# Wendy Northcuttová
Wendy Northcutt (* 17. září 1963) je americká molekulární bioložka, spisovatelka a zakladatelka Darwinovy ceny.
Molekulární biologii vystudovala na univerzitě v Berkeley, poté pracovala jako výzkumná pracovnice na Stanfordově univerzitě. Později se podílela na vývoji léčiv proti cukrovce a rakovině.
V roce 1993 založila webové stránky www.DarwinAwards.com, které shromažďují informace o lidech, kteří se trvale vyřadili z reprodukčního procesu (smrtí či sterilizací) neuvěřitelně hloupým způsobem.
Tyto příběhy sepisuje, stylisticky upravuje a taktéž se zaměřuje na odhalování příběhů se smyšleným či „vylepšeným“ obsahem. Na téma Darwinových cen jí již vyšlo několik knih a byl o tom také natočen film.